# قرقیز-میاکی
قرقیز-میاکی (انگلیسی: Kirgiz-Miyaki) یک شهرک در شهرستان میاکینسکی استان باشقیرستان کشور روسیه است.